# زاگورتسی (استان دوبریچ)
زاگورتسی (به بلغاری: Zagortsi) یک منطقهٔ مسکونی در بلغارستان است که در شهرستان کروشاری واقع شده‌است.